# アレクサンドル・ベグザジャン
アレクサンドル・アルテミエヴィチ（アルチュノヴィチ / アルテミ）・ベグザジャン（ロシア語: Александр Артемьевич (Арутюнович) Бекзадян, アルメニア語: Ալեքսանդր Արտեմի Բեկզադյան、1879年9月15日〈または1881年〉 - 1937年8月1日〈または8月15日〉）は、アルメニア人のボリシェヴィキ。
映画評論家のキリル・ラズロゴフは孫。

## 生涯

### 前半生
1879年9月15日（または1881年）、ロシア帝国エリザヴェトポリ県シュシャで法務官吏の家庭に生まれ、地元の名門高等学校を卒業してキエフ理工科学校農学部で学んだ。学生時代から社会民主主義運動に関わり、やがて理工科学校を放校された。1903年からロシア社会民主労働党の党員となった（他の兄弟はダシュナク党や社会革命党の党員となり、その一人ホヴセプはメンシェヴィキとしてザカフカース・セイム副議長となっている）。
1904年からバクーの、1905年から南カフカースの党組織で働く。1906年に逮捕されるも同年中に国外に脱走し、1911年にチューリッヒ大学を卒業した。同年のパリでのボリシェヴィキの会議で、海外党組織委員会の候補に選出され、翌1912年のバーゼル国際会議のメンバーにも選ばれた。1913年9月、イェーナで開かれたドイツ社会民主党の大会に、ロシア社会民主労働党の代表として参加した。1914年にロシアへ戻り、その後再びバクーで逮捕されるも、1917年の二月革命によって釈放された。

### ザカフカースでの活動
釈放後はバクーで食糧長官を務めたが、同地で社会革命党員として活動していた弟のルーベンとはしばしば対立した。北カフカースでも党活動に従事し、1919年から翌1920年にかけては党ザカフカース地方委員会で活動。1920年12月12日から1921年5月21日までアルメニア社会主義ソビエト共和国外務人民委員を務め、グルジア民主共和国との間のロリ地方の係争や、東部に駐留するトルコ軍との撤兵交渉で活動。アレクサンドロポリ条約に代わるカルス条約による対トルコ講和に尽力した。1920年11月11日から1922年1月26日までアルメニア共産党中央委員も務め、1920年12月14日から1921年まではアルメニア共和国食糧人民委員、同年5月21日から11月までは対外貿易人民委員に就いた。

### 外交官として
1921年の第10回党大会にも出席し、翌年のジェノア会議でもソ連からの代表に加わった。1922年から1926年まで駐ドイツ貿易使節団員、1926年から1930年10月までザカフカース社会主義連邦ソビエト共和国の人民委員会議副議長と貿易人民委員、同月30日から（正式には翌1931年1月3日から）1934年11月17日まで在ノルウェー・ソ連大使、同日から（正式には翌12月23日から）1937年11月20日まで在ハンガリー・ソ連大使なども歴任した。

### 粛清
しかし、大粛清が始まると1937年11月21日（または12月20日）に逮捕され、翌1938年8月1日に反革命テロ活動を理由に連邦最高裁軍事参議会によって死刑を宣告され、同日（または15日）にコムナルカ射撃場で銃殺された。2人の弟、ルーベン（連邦地域産業 (ru) 人民委員部化学工業総局法律顧問）とペトロス（連邦人民委員会議附属グルジア共和国常任代表上級顧問。ジャーナリスト、セルゲイ・ブントマンの祖父）も同様に銃殺刑に処された。その後、ベグザジャンは1956年2月に名誉回復がなされた。
ステパナケルトの通りにはベグザジャンの名が付けられていたが、2013年に改称された。